# Fatburen, Småland
Fatburen är en sjö i Vetlanda kommun i Småland och ingår i Emåns huvudavrinningsområde.